# کریستین رادیچ
کریستین رادیچ (به انگلیسی: Christian Radich) یک کشتی است که ارتفاع آن ۳۷٫۷ متر (۱۲۴ فوت) می‌باشد. این کشتی در سال ۱۹۳۷ ساخته شد.